# The Flash (Fernsehserie)
The Flash ist eine US-amerikanische Science-Fiction-Action-Fernsehserie, die auf der Comicfigur The Flash basiert. Sie ist ein Spin-off der Fernsehserie Arrow und bildete die Grundlage für die Science-Fiction-Serie Legends of Tomorrow im Arrowverse. Produziert wurde die Serie von 2014 bis 2023 von Warner Bros. Television und Berlanti Television für den Sender The CW.
Die Serie handelt von Barry Allen, einem Forensiker bei der Polizei von Central City, der durch einen Unfall Superkräfte erlangt und dadurch einen enorm stark beschleunigten Stoffwechsel erhält und der schnellste Mensch der Welt wird.
Die Erstausstrahlung in den Vereinigten Staaten begann am 7. Oktober 2014. Im deutschsprachigen Raum findet die Erstausstrahlung seit dem 29. Januar 2015 bei ProSieben Fun statt.
Vom 8. Februar bis zum 24. Mai 2023 wurde die neunte und finale Staffel der Serie auf The CW ausgestrahlt. Bei Amazon Prime sind seit dem 1. März 2023 die Staffeln 1–8 verfügbar.

## Handlung

### Staffel 1
Im Jahr 2000 hat der damals 11-jährige Barry mit angesehen, wie seine Mutter von einer übernatürlichen Erscheinung getötet wurde, wobei er selbst damals auf unerklärliche Weise aus dem Haus geschafft wurde. Barrys Vater Henry wurde daraufhin als vermeintlicher Mörder verhaftet. Barrys Aussage wurde damals kein Glauben geschenkt, und er kam als Pflegekind in die Familie von Detective Joe West.
14 Jahre später arbeitet Barry als forensischer Ermittler bei der Polizei von Central City und sucht nebenher nach dem wahren Mörder seiner Mutter. Kurz nachdem er aus Starling City zurückgekehrt ist, wird er jedoch von einem sonderbaren Blitz getroffen, während eine Explosion des Teilchenbeschleunigers der S.T.A.R. Labs eine Welle von dunkler Materie durch die Stadt schleudert. Barry fällt ins Koma und erwacht neun Monate später mit Superkräften wieder. Er ist nun ein Speedster und in der Lage, sich blitzschnell fortzubewegen, verfügt über eine sehr schnelle körperliche Regeneration und einige andere Fähigkeiten, die sich im Laufe der Zeit entwickeln.
Der begeisterte Barry fängt mit Hilfe der S.T.A.R.-Labs-Mitarbeiter Cisco Ramon und Dr. Caitlin Snow, die bei der Explosion ihren Verlobten Ronnie verloren hat, an, als Superheld Flash zu agieren und andere Menschen zu fangen, die bei der Explosion ebenfalls unterschiedliche, übermenschliche Fähigkeiten bekamen (Metawesen) und damit Verbrechen begehen. Dr. Harrison Wells, der geniale Eigentümer und Leiter der S.T.A.R. Labs, wird zu seinem Mentor. Einige der Metawesen werden in den zum Spezialgefängnis umgebauten Überresten des Teilchenbeschleunigers eingesperrt.
Barrys Pflegevater Joe, zu dem er ein sehr gutes und inniges Verhältnis hat, ist anfangs nicht begeistert von seinen „Heldentaten“, wird jedoch später ebenfalls ein wichtiger Verbündeter für das Team. Iris, Joes Tochter und Barrys beste Freundin, ist begeistert vom „Roten Blitz“ und fängt an, einen Blog über diesen zu schreiben. Barry, der seit Jahren heimlich in sie verliebt ist, versucht mehrfach erfolglos, sie zum Aufhören zu bewegen, um sie (und ihn) zu schützen. Ihre Begeisterung für den Flash sorgt auch für Spannungen mit ihrem Freund Eddie Thawne, Joes jungem Partner bei der Polizei, mit dem sie seit Barrys Unfall zusammen ist.
Felicity Smoak (aus der Serie Arrow), kommt mehrmals in die Stadt und unterstützt das Team auch im Kampf gegen den Ganoven Leonard Snart, alias Captain Cold, der zu einem der gefährlichsten Gegner wird. Zudem stellt Barry fest, dass er, wenn er schnell genug rennt, durch die Zeit reisen kann: Bei einem versehentlichen Zeitsprung reist er einen Tag zurück und verhindert die Zerstörung der Stadt, muss aber zugleich feststellen, dass er die Zeitlinie unabsichtlich auch in anderer Hinsicht verändert hat.
Nach und nach entwickelt Joe Misstrauen gegenüber Wells und nimmt Ermittlungen auf. Bereits früh wird klar, dass Wells nicht, wie zunächst gezeigt, seit dem Unfall auf einen Rollstuhl angewiesen ist, und dass er etwas verbirgt. Joe findet heraus, dass die Explosion des Teilchenbeschleunigers von Wells geplant war, damit Barry seine Fähigkeiten erhalten sollte. Es wird auch klar, dass Wells der geheimnisvolle „Mann im gelben Anzug“ ist, der Speedster, der damals Barrys Mutter ermordet hat.
Das Team kommt Wells auf die Spur und findet dessen Geheimzimmer mit dem gelben Anzug und dem Supercomputer Gideon, der laut eigener Aussage von Barry entwickelt worden ist. Zeitgleich wird klar, dass Wells das ganze Team die ganze Zeit ausspioniert hat und so über die Ermittlungen gegen ihn die ganze Zeit Bescheid wusste. Nun lässt er den mutierten Supergorilla Grodd auf die Stadt los und reaktiviert den Teilchenbeschleuniger.
Es stellt sich heraus, dass Wells in Wahrheit Eobard Thawne heißt und aus dem 22. Jahrhundert stammt. Er war in die Vergangenheit gereist, um den jungen Barry zu töten, damit Flash, sein Erzfeind, niemals existiert. Dieser wurde jedoch von Barrys zukünftigem Ich gerettet, woraufhin Eobard aus Frust Barrys Mutter tötete, um auf diese Weise dafür zu sorgen, dass der traumatisierte Barry niemals zum Flash werden würde. Indem er so die Zukunft änderte, büßte er jedoch einen Großteil seiner Kräfte ein und blieb im Jahr 2000 gefangen, woraufhin er den echten Harrison Wells tötete und dessen Gestalt und Identität annahm, um den Teilchenbeschleuniger (der laut seiner Aussage eigentlich erst im Jahr 2020 fertig werden sollte, so dass Barry in der ursprünglichen Zeitlinie erst zu diesem Zeitpunkt seine Kräfte bekommen hätte) früher fertigzustellen und Barry in den Flash zu verwandeln, damit dieser ihn in seine eigene Zeit zurückbringen kann.
Barry kann mit Hilfe von Oliver Queen, alias Arrow, und Caitlins Verlobtem Ronnie, der doch noch am Leben ist und mit dem Wissenschaftler Prof. Martin Stein zum Metawesen Firestorm verschmolzen ist, Thawne aufhalten und ihn einsperren. Thawne enthüllt, dass er ein Nachfahre von Iris’ Freund Eddie ist, und macht Barry ein Angebot: Der Teilchenbeschleuniger dient als Zeitmaschine. Wenn Barry Thawne freilässt, erklärt dieser ihm, wie er ein Wurmloch erschaffen kann, durch das er in die Vergangenheit reisen und seine Mutter retten kann; Thawne wiederum will dasselbe Wurmloch nutzen, um zurück in die Zukunft zu reisen.
Barry nimmt das Angebot scheinbar an, obwohl er damit verhindern würde, dass er jemals zu Flash wird, und auch den Ablauf der Geschichte stark verändern könnte. In der Vergangenheit kommt Barry gerade an, als Thawne und sein zukünftiges Ich kämpfen. Der Zukunfts-Barry warnt sein jüngeres Ich mit einer Geste davor, seine Mutter zu retten; diese wird von Thawne erstochen. Barry verabschiedet sich daraufhin von seiner Mutter, bevor sie ihren Verletzungen erliegt.
Zurück in der Gegenwart will Barry nun den überraschten Thawne aufhalten, bevor dieser wieder in die Zukunft gelangt. Thawne gewinnt im anschließenden Kampf die Oberhand und ist eben im Begriff, den Flash zu töten, da erschießt sich Eddie, damit Eobard Thawne niemals geboren wird. Daraufhin verwandelt dieser sich in sein richtiges Ich zurück und löst sich anschließend auf, während Eddie stirbt. Zeitgleich wird durch die so erzeugte Zeit-Anomalie ein schwarzes Loch über der Stadt erzeugt, welches droht, diese und den ganzen Planeten zu vernichten. Die Staffel endet damit, dass Barry versucht, das schwarze Loch mithilfe seiner Geschwindigkeit wieder zu schließen.

### Staffel 2
Sechs Monate nach den Schluss-Ereignissen der ersten Staffel, also nach der Singularität, wird Flash als Held von Central City geehrt, auch wenn Barry sich wegen Eddies und Ronnies Tod nicht als Held fühlt: Ronnie und Professor Stein waren als Firestorm in die Singularität geflogen und hatten sich darin getrennt, um diese durch die dabei freigesetzte Energie zu neutralisieren; Barry konnte den herabstürzenden Professor Stein retten, Ronnie jedoch ist seither verschwunden.
Jay Garrick, selbst ein Speedster aus einem Paralleluniversum, der sogenannten Erde 2 (während Barrys Heimat die Erde 1 ist), gelangt durch einen der vielen durch die Singularität verursachten Risse zwischen den beiden Dimensionen auf die Erde 1 und sucht Barry auf, um das Team Flash vor einem weiteren Speedster von Erde 2, namens Zoom, zu warnen. Zoom versucht, allen Speedstern aus anderen Universen ihre Geschwindigkeit zu stehlen. So hat er bereits Jay seine Kräfte genommen. Später stößt auch noch Harrison Wells von Erde 2, den sie, um nicht ständig an den falschen Wells (alias Eobard Thawne) erinnert zu werden, schlicht und einfach „Harry“ nennen, zu Team Flash in Erde 1, um Zoom aufzuhalten.
Derweil kämpfen Joe und Iris um die schmerzhafte Vergangenheit ihrer Familie, vor allem nach der Ankunft von Iris’ Mutter und Iris’ Bruder Wally, während Caitlin Snow verkraften muss, dass sie ihren Mann Ronnie ein zweites Mal und nun endgültig verloren hat. Zwischenzeitlich muss ein neuer Partner für Professor Stein zur Verschmelzung zu Firestorm gefunden werden, da er sonst zu sterben droht. Dazu finden sie den Automechaniker Jefferson „Jax“ Jackson, der sich nach einigem Sträuben dazu bereit erklärt, als Firestorm-Partner zu fungieren. Währenddessen schickt Zoom Metawesen durch die vielen Dimensionsrisse von Erde 2 auf Erde 1, die Barry töten sollen, jedoch scheitern. Nach und nach schließt das Team Flash die Dimensionsrisse zu der Parallelwelt, bis nur noch einer übrig ist.
Des Weiteren stellt sich heraus, dass auch Cisco von der dunklen Materie beeinflusst wurde und die Fähigkeit entwickelt, Visionen zu empfangen. Von Barry und Caitlin bekommt er den Spitznamen Vibe.
Barry, Cisco und Harry reisen gemeinsam durch das letzte offene Portal zur Erde 2, um Harrys Tochter Jessie aus Zooms Gefangenschaft zu befreien. Dies gelingt auch; den zweiten Gefangenen Zooms, ein unbekannter mit einer Eisernen Maske, der ständig gegen die Scheibe seiner Gefängniszelle klopft, müssen sie jedoch zurücklassen. Als sie durch das Portal zurückkommen und es gerade schließen wollen, steht Jay davor und wird kurz bevor es sich schließt durch dieses hindurch von Zoom getötet und mitgerissen.
Dadurch wird Barry klar, dass er noch schneller werden muss, um Zoom besiegen zu können. Harry und die anderen fürchten jedoch, dass Zoom einen ihrer Angehörigen verletzten könnte, wenn sie erneut eine Öffnung zwischen den beiden Dimensionen schaffen.
Dank Ciscos Visionen erfährt das Team später, dass Jay Garrick selbst Zoom und somit nicht tot ist, sondern sie die ganze Zeit getäuscht hat.
Barry stellt eine Geschwindigkeitsgleichung auf, um sein Tempo zu erhöhen, kann diese aber nicht lösen. Deswegen reist er in die Vergangenheit und fragt Eobard Thawne um Hilfe. Dieser übergibt Barry einen USB-Massenspeicher mit den nötigen Daten.
Durch die Daten lernt Barry, sich durch Tachyonen-Energie schneller zu bewegen. Dabei landet er kurz aus Versehen im Serienuniversum von Supergirl.
Als er zurückkommt, wird ihm mitgeteilt, dass er viermal schneller gelaufen sei als je zuvor. Er beschließt, Zoom zu Erde 1 zu locken. Barry kann ihn schnappen, aber Zoom entkommt und entführt Wally. Zoom möchte im Tausch Barrys Geschwindigkeit, also gibt Barry diese auf, um Wallys Leben zu retten.
Da Barry nun keine Kräfte mehr besitzt, schickt Zoom seine Armee auf Erde 1, um diese zu erobern.
Harry fasst den Plan, den Teilchenbeschleuniger wieder aufzubauen, um Barry nochmals der Dunklen Materie auszusetzen, damit dieser erneut Kräfte der Speedforce erhält.
Barry willigt ein, doch bei der Durchführung wird er augenscheinlich vaporisiert. Außerdem werden Jessie und Wally der dunklen Materie ausgesetzt.
Cisco kann dank seiner Visionen jedoch sehen, dass Barry noch lebt und in der Speedforce gefangen ist.
Diese kann, indem sie sich in bekannten Personen wie Iris oder Barrys tote Mutter Nora manifestiert, Barry beibringen, den Tod seiner Mutter zu verkraften. Er schließt mit seiner Vergangenheit ab, erhält seine Kräfte zurück und kehrt mithilfe von Ciscos neuen Kräften zurück, um Zoom zu besiegen.
Voller Optimismus befreit Barry mit Hilfe von Harry Central City von Zooms Armee.
Zoom will Barry zeigen, dass dieser genauso ist wie er selbst (Zoom, bürgerlich Hunter Zolomon und auf Erde 2 ein verurteilter Serienmörder, musste als Kind mit ansehen, wie seine Mutter von seinem Vater getötet wurde). Also entführt er Henry Allen und tötet ihn in Barrys Elternhaus, in dem auch Nora Allen von Thawne umgebracht wurde.
Voller Hass möchte Barry Zoom umbringen, doch dieser fordert Barry heraus: Er soll gegen Zoom laufen, denn der möchte wissen, wer von ihnen der schnellste Speedster ist.
Team Flash sperrt Barry jedoch ein, da er sich in einem psychisch schlechten Zustand befindet.
Team Flash (ohne Barry) versucht, Zoom zur Erde 2 zurückzuschicken. Dies schlägt fehl und Joe fällt mit Zoom in das Portal.
Nun möchte Barry es endgültig zu Ende bringen und rennt in einem Wettlauf gegen Zoom. Dieser beschloss nun, das gesamte Multiversum zu zerstören, um als schnellster Speedster über Erde 1 zu herrschen. Während des Rennens kommt ein zweiter Barry und kümmert sich um das Gerät, das das Multiversum zerstören sollte. Barry schlägt Zoom, woraufhin wie von Barry erhofft plötzlich die Zeitgeister aus der Speedforce kommen. Sie verwandeln Zoom in Black Flash und nehmen ihn mit zurück in die Speedforce.
Nach dem Sieg über Zoom erklärt Barry, dass er durch die Zeit gereist ist, um zweimal zu erscheinen und dadurch die Zeitgeister anzulocken. Flash 2 bewegte sich so schnell, dass er beim Rennen verdampfte, wobei die Maschine zerstört wurde. Des Weiteren stellt sich heraus, wer Zooms Gefangener hinter der Eisernen Maske ist: Der Mann, der zur Verblüffung aller ein Doppelgänger von Barrys Vater Henry ist, ist der echte Jay Garrick. Er ist Flash von Erde 3 und nimmt Harry und Jessie mit zur Erde 2.
Trotz des Sieges über Zoom fühlt sich Barry, der nun beide Eltern durch Speedster verloren hat, schlechter als je zuvor. Iris sagt Barry, er solle das tun, womit er seinen Frieden findet. Zum ersten Mal küssen sich die beiden in dieser Zeitlinie. Daraufhin reist er in die Vergangenheit, um den Tod seiner Mutter zu verhindern. Er schlägt den Reverse Flash und sagt seiner Mutter, sie sei in Sicherheit.

### Staffel 3
Nachdem Barry in der Vergangenheit seine Mutter Nora Allen gerettet hat, hat er den Verlauf der Zeit drastisch verändert. Zu Beginn behält er dies allerdings für sich. Reverse Flash hält er in einer Zelle fest, die dessen Speedforce unterdrückt. Doch mit der Zeit verliert Barry seine Erinnerungen an die ursprüngliche Zeitlinie und Eobard Thawne erklärt ihm, dass diese Zeitlinie, die er Flashpoint tauft, bald die ursprüngliche Zeitlinie und damit Barrys Gedächtnis überschreiben würde, bis dieser vergäße, dass er Flash sei. Um dies zu verhindern, lässt Barry ihn gehen und bittet ihn seine Mutter zu töten, damit die ursprüngliche Zeitachse wiederhergestellt wird.
Diese hat sich jedoch verändert und weist einige große Unterschiede zu der ursprünglichen Zeitlinie auf. So haben beispielsweise Iris und ihr Vater Joe ein gestörtes Verhältnis zueinander. Barry versucht daher, die ursprüngliche Zeitlinie ohne einen weiteren Zeitsprung wiederherzustellen, insbesondere durch Gespräche. Der Meta-Mensch Alchemy versucht allerdings, den Meta-Menschen, die in der von Barry erzeugten Zeitlinie (dem Flashpoint) Superkräfte hatten, diese wiederzugeben.
Obwohl Barry die Erde 1 durch seinen Zeitsprung verändert hat, ist die Erde 2 laut Harry gleich geblieben. Dieser kommt auf Erde 1, da seine Tochter Jessie spontan Speedster-Kräfte entwickelt hat und nun Jessie Quick ist, was früher eigentlich nur ein Kosename von Harry war. Harry bittet Barry, sie davon abzuhalten, ihre Kräfte zu nutzen, da Harry Angst um seine Tochter hat, ändert seine Meinung jedoch später. Sie wird sogar für kurze Zeit von Barry trainiert, damit sie Erde 2 erfolgreich beschützen kann, und bekommt Trajectorys alten Anzug als Geschenk, nun mit einem Blitz-Symbol auf der Brust. Bevor Harry und Jessie die Erde 1 verlassen, sucht das Team einen der vielen anderen Harrison Wells aus dem Multiversum. Dieser soll als Beweis für seine Tauglichkeit ein Rätsel lösen, welches Harry stellt, um sicherzustellen, dass der neue Harrison Wells die nötigen Grundvoraussetzungen erfüllt. Harrison Wells von Erde 19, genannt H.R., betritt schließlich zum Missfallen Harrys die Erde 1. Daraufhin verlassen Harry und Jessie diese wieder.
Mit dem Beitreten Leonard Snarts und Mick Rorys zu den Legends of Tomorrow ist der Gauner-Thron von Central City nun unbesetzt und wird von Mirror Master besetzt. Jedoch wird dieser von Barry und Jessie im Rahmen ihres Trainings geschlagen.
Caitlin Snow weist in der Zeitachse ähnliche Kräfte und körperliche Merkmale wie Killer Frost von Erde 2 auf, sie hält dies allerdings zunächst vor dem Team geheim und wendet sich an ihre Mutter, die ihre Kräfte näher untersucht und ihr empfiehlt, sie aus körperlichen Gründen nicht einzusetzen. Schließlich stellt sich heraus, dass H.R. kein Wissenschaftler ist, er konnte das Rätsel nicht lösen, sondern sein Partner.
Caitlin will dann Alchemy finden, damit er ihre Kräfte neutralisieren kann. Nachdem dies scheitert, trägt sie zur Vorbeugung eines Ausbruches ihrer Kräfte und damit ihrer Killer-Frost-Persönlichkeit ein Eindämmungsarmband. Später trägt sie eine Eindämmungs-Halskette in Form einer Schneeflocke, die das Team ihr geschenkt hat.
Iris’ Bruder Wally ist, nachdem er Jessies Speedster-Fähigkeiten gesehen hat, enttäuscht, da er ebenfalls aus tiefstem Herzen ein Speedster werden will und keine Kräfte bekommen hat, obwohl er wie Jessie auch der zweiten Explosion aus der vorherigen Staffel ausgesetzt war. Da Barry ihm erzählt hat, dass Wally in Flashpoint Kid Flash war, sieht dieser nun nur eine Möglichkeit, seinen Traum wahr werden zu lassen. Er sucht Alchemy auf, der ihm mittlerweile schmerzhafte Visionen in den Kopf pflanzt, und bittet ihn, seine Kräfte von Flashpoint wiederherzustellen. Barry und Joe versuchen dies zu verhindern, scheitern jedoch an Alchemy, seinen Handlangern und einer bis dato unsichtbaren Macht. Wally ist nun ebenfalls ein Speedster und möchte Barry als Kid Flash helfen, doch Joe verbietet es ihm. Daraufhin überredet H.R. Wally, im Geheimen zu trainieren. An Weihnachten wird Wally schließlich als Kid Flash anerkannt und bekommt einen Speedster-Anzug geschenkt.
In einer Rückblende sieht man Julian Albert, Barrys „neuen“ Forensiker-Partner, bei einer Expedition, die ein mysteriöses Artefakt sicherstellen soll, welches er in dem Glauben, dass er damit seine tote Schwester zurückbringen könne, die ihm in einer Vision erschienen ist, seit Jahren sucht. In Wahrheit ist jedoch Savitar, ein weiterer böser Speedster, in diesem Artefakt gefangen, der die Kontrolle über Julian erlangt und ihn zu seiner Marionette Alchemy macht. Als das Artefakt dann Cisco beeinflusst, wirft Barry es mit Hilfe von Jay Garrick von Erde 3 in die Speedforce, wobei Barry unbeabsichtigt in eine mögliche Zukunft reist. Dort muss er mit ansehen, wie Iris von Savitar vor den Augen seines künftigen selbst getötet wird, was dieser trotz aller Mühen nicht verhindern kann. Dies ist eine mögliche Erklärung, warum in einem zukünftigen Zeitungsartikel in der Zeitkammer von Eobard Thawne als Autor nicht mehr Iris angezeigt wird. Das Team rät Barry jedoch, die Zukunft nicht zu beeinflussen und in der Gegenwart zu leben. Durch die Entfernung des Artefaktes verschwindet auch der Speedster Savitar von der Erde 1.
Das Team wundert sich, wie Savitar zurückkehren und die Tat begehen soll, wo sie das Artefakt doch in die Speedforce geworfen haben. Dann stellt sich heraus, dass Caitlin einen Splitter des Artefakts behalten hat in der Hoffnung, es könne ihr dabei helfen, ihr ihre Kräfte zu nehmen. Barry erfährt, dass Savitar nicht in dem Artefakt, sondern in der Speedforce selbst gefangen ist, er sich von dort aber erst wieder befreien kann, wenn er auch den Artefaktsplitter bekommt. Mit einer List bringt Savitar Wally dazu, den Artefaktsplitter an sich zu nehmen und in die Speedforce zu werfen, wodurch Savitar wieder frei und Wally stattdessen in die Speedforce gesogen wird und den schlimmsten Moment seines Lebens – den Tod seiner Mutter – wieder und wieder durchleben muss.
Zusammen mit Jay Garrick holt Barry Wally wieder aus der Speedforce, wobei Jay auf eigenen Wunsch zurückbleibt, um nun dessen Platz einzunehmen, damit Wally zurück auf die Erde kann. Barry verspricht, ihn zu befreien.
Daraufhin erreicht ein weiblicher sogenannter Collector (ein Meta-Wesen namens Gypsy, die dieselben Kräfte wie Cisco hat) die Erde 1, der H.R. auf seine ursprüngliche Erde zurückbringen soll, wo er für seinen Wechsel der Erde gemäß den dortigen Gesetzen die Todesstrafe erhalten soll. Cisco fordert allerdings den Collector zu einem Duell heraus, um H.R. zu schützen. Nachdem er gewonnen hat, gibt sich Gypsy geschlagen und will mit der Nachricht, dass sie H.R. getötet habe, um ihre Niederlage nicht eingestehen zu müssen, auf Erde 19 zurückkehren. H.R. akzeptiert, dass er mit der Meldung seines Todes nicht mehr zurück kann und somit dauerhaft auf Erde 1 bleiben wird. Barry, Iris und das Team, welches inzwischen auch Julian aufgenommen hat, versuchen inzwischen, den Verlauf der Zukunft zu beeinflussen, damit Iris nicht von Savitar ermordet wird. Barry überlegt beispielsweise, H.R. auszuliefern, da er in der Zukunft bei der Ermordung zu sehen war und dementsprechend einen Einfluss auf die Zeit hat. Außerdem stellen sie die Szene nach, um Vorkehrungen treffen zu können, so soll Wally zum Beispiel mithelfen.
Durch Ciscos Kräfte lassen sie die Szene aus der Zukunft noch einmal Revue passieren, um Einzelheiten herauszufinden, die sie ändern müssen, damit die gesamte Zukunft geändert wird. Dabei hilft eine Nachrichtensendung, die während der Szene läuft. Nun macht sich das Team daran, die Ereignisse, die in dieser Sendung auftauchten, am Eintreten zu hindern und damit Iris’ Zukunft zu retten. Zudem befragen sie einen Metamenschen namens Abra Kadabra, der behauptet zu wissen, wie Iris gerettet werden kann. Er verlangt dafür jedoch seinen Schulderlass. Das Team lehnt ab und lässt ihn von Gypsy verhaften.
Caitlin wurde in einem Kampf mit Abra Kadabra von Splitterteilen am Torso schwer verletzt. Um nicht als Meta-Wesen offenbart zu werden, will sie nicht ins Krankenhaus, weshalb sie Julian bittet, sie trotz seiner mangelnden Fähigkeiten im Bereich der Medizin bei vollem Bewusstsein unter ihren Anweisungen zu operieren. Nach der Operation setzt Caitlins Herzschlag plötzlich schlagartig aus und setzt auch nach mehreren Wiederbelebungsversuchen nicht wieder ein. Daraufhin entfernt Julian ihr das Gerät zur Unterdrückung ihrer Fähigkeiten als Killer Frost, damit ihre Wunde durch ihre Metakräfte heilt, obwohl sie zuvor ausdrücklich gesagt hatte, dass sie lieber sterben will, als zu Killer Frost zu werden. Caitlin verwandelt sich unter Aussendung einer Schockwelle in Killer Frost und steht wieder auf.
Barry reist in das Jahr 2024, um herauszufinden, wer Savitar ist. Er sucht das mittlerweile getrennte Team Flash und fragt sein zukünftiges Ich nach Savitar; dieser kennt jedoch dessen wahre Identität nicht. Killer Frost ist in der Zukunft eingesperrt und Barry fragt sie nach Savitar. Sie sagt, sie werde nicht offenbaren, wer er ist, aber dass Barry sehr überrascht sein werde. Das Team besiegt nebenbei Mirror Master und seine Gefährtin Top. Zurück in der Gegenwart offenbart sich Savitar Caitlin (Killer Frost) und sie verbünden sich.
Barry hat aus der Zukunft einen Hinweis bekommen. Er soll die Forscherin Tracy Brand suchen, denn nur sie kann ihm helfen, Savitar in der Speedforce einzusperren. Derweil befiehlt Savitar „Killer Frost“, Tracy Brand zu töten. Es kommt zum Kampf zwischen Team Flash und Killer Frost, den das Team gewinnt. Daraufhin erscheint Savitar und nimmt Killer Frost mit. Abends kommt Joe nach Hause, spricht über seine neue Kollegin und sagt, dass man nicht weiß, was man selbst und was unsere Bestimmung sein wird. Daraufhin bekommt Barry ein Flashback und denkt über alles nach, was über Savitar gesagt worden ist und was er selber gesagt hat. Barry verlässt danach das Haus und sucht nach Savitar. Der erscheint, er stellt ihn zur Rede und Barry sagt, dass er Savitars Identität kennt. Daraufhin öffnet dieser seinen Anzug und sagt: „Wie ich schon sagte. Ich bin die Zukunft, Flash.“ Wie sich herausstellt, ist Savitar ein Zeitrelikt von Barry selbst, das dieser für den Kampf gegen Savitar geschaffen hat. Savitar tötet in Barrys Kampf gegen ihn alle Zeitrelikte bis auf eins, welches anschließend in der Zeit zurück reist, um Savitar zu werden. Jedoch muss Savitar Iris töten, damit Barry so tief in eine Depression gestürzt wird, damit Savitar erst entstehen kann.
Barry teilt den anderen Team-Flash-Mitgliedern mit, dass die wahre Identität Savitars Zukunfts-Barry ist. Daraufhin entwickelt Cisco ein Gerät, welches ursprünglich dafür sorgen sollte, dass Barry keine neuen Erinnerungen abspeichern kann, damit Savitar diese nicht als „Waffe“ gegen Barry einsetzen kann. Jedoch geht dieser Plan nach hinten los, da Cisco aufgrund einer Fehlberechnung alle Erinnerungen Barrys löscht. Barry sowie Savitar können sich nicht an ihre Leben bzw. Identitäten erinnern, weshalb Killer Frost temporär zu S.T.A.R Labs zurückkehrt, um dies rückgängig zu machen. Als sich Barry und Savitar wieder erinnern können, offenbart Tracy Brand dem Team die „Speed Force Bazooka“, mit der Savitar aufgehalten werden soll. Es wird dazu jedoch eine Energiequelle benötigt, die sich bei A.R.G.U.S befindet.
Als nur noch 24 Stunden übrig bleiben, um Iris zu retten, sieht sich Barry gezwungen, alles zu tun, um ihren Tod zu verhindern. Das Team versteckt Iris auf Erde 2, ohne jedoch Barry davon zu erzählen, um zu verhindern, dass Savitar sich an den Aufenthaltsort von ihr erinnert. Lyla Michaels (Diggles' Frau und Direktorin von A.R.G.U.S) vertraut Barry nicht und verwehrt ihm den Zugriff auf die Energiequelle bei A.R.G.U.S. Also reist er in das Jahr 1892 zurück, um Leonard Snart während der Mission von den Legends in die Gegenwart zurückzubringen und die Energiequelle zu stehlen. Dies erweist sich als schwieriger als zuvor angenommen, da in dem Gebäude Barrys Kräfte gedämpft werden und die Energiequelle von King Shark bewacht wird. Sie schaffen es dennoch, sie zu bekommen. In der Zwischenzeit kommt Savitar unerkannt in seiner Montur als 2017-Barry zu S.T.A.R Labs und fragt nach Iris’ Aufenthaltsort. H.R ist unvorsichtig und verrät ihm, dass sie auf Erde 2 ist. Savitar reist dorthin und bringt sie in seine Gewalt. Ein wenig später finden sich Barry und Savitar in der Infantino Street wieder und Cisco trifft sich währenddessen mit Killer Frost, um sie zu Vernunft zu bringen. Die „Speed Force Bazooka“ funktioniert allerdings nicht richtig und anstatt Savitar in der Speed Force einzusperren, stattet sie ihn mit mehr Speed Force Energie aus und er tötet Iris.
Aufgrund der Schuldgefühle, die H.R. belasten, weil er Iris’ Aufenthaltsort so leichtfertig verraten hat, nahm er vorher Iris’ Platz ein und änderte mithilfe seiner Lichtrefraktionstechnologie sein Aussehen. Savitar hat also unwissentlich H.R statt Iris getötet. Er entwendet die „Speed Force Bazooka“ und kidnappt Cisco, damit dieser sie zu einem „Speed Force Splicer“ umwandeln kann, der ihn über die gesamte Zeitachse verteilt, um vom Urknall bis zum Ende des Universums als Gott zu herrschen und damit ihn das Zeitparadoxon nicht mehr einholen kann, da Iris nicht starb und somit Barry nicht depressiv wird. In der Hoffnung, Savitar auf die „gute Seite“ zu bringen, lädt Barry ihn zu S.T.A.R. Labs ein, um ihn zur Besinnung zu bringen. Dies funktioniert jedoch nicht und Savitar zerstört mithilfe des Steins der Weisen S.T.A.R. Labs.
Cisco schließt den Umbau der Bazooka ab und Savitar ist bereit, ein Gott zu werden und sich in der Zeit zu verteilen. Er öffnet einen Zugang zur Speed Force, jedoch wird er nicht in der Zeit aufgeteilt, sondern Jay Garrick aus dem „Speed Force Gefängnis“, in dem er Wallys Platz eingenommen hatte, befreit. Cisco offenbart Savitar, dass er dafür verantwortlich ist, dass der Plan gescheitert ist. Barry vibriert sich in Savitars Anzug und zerstört ihn dabei. Savitar liegt am Boden und wird für ohnmächtig gehalten. Plötzlich richtet er sich auf, um Barry zu töten, der sich zu früh über den Sieg freut. Iris erschießt Savitar und dieser wird aus der Zeitlinie ausgelöscht, da das Paradoxon ihn eingeholt hat. Während des Kampfes, an dem auch Killer Frost beteiligt ist, hilft diese letzten Endes dem Team Flash dabei, Savitar aufzuhalten. Cisco übergibt ihr das Heilmittel, das Julian für sie entwickelt hat, und überlässt ihr die Wahl, ob sie es nehmen und wieder Caitlin werden möchte.
Zur Beerdigung von H.R. trifft sie sich mit Team Flash und gibt das Heilmittel zurück. Sie ist offensichtlich nicht mehr die eiskalte Killer Frost, aber sagt auch, dass es Caitlin nicht mehr gebe und sie nun allein herausfinden müsse, wer sie nun ist.
Barry und Iris sehen hoffnungsvoll ihrer gemeinsamen Zukunft entgegen. Aber da dem „Speed Force Gefängnis“ nun ein Insasse fehlt, der Jays Platz hätte einnehmen müssen, wird die Speed Force an sich instabil und in der ganzen Stadt bricht Chaos aus. Barry erklärt sich dazu bereit, zur Rettung der Welt den Platz darin einzunehmen, und geht, nachdem er sich von allen verabschiedet hat, in die Speed Force.

### Staffel 4
Wally und Cisco müssen Central City mittlerweile ohne Flash beschützen. Iris ist nun die Anführerin von dem neuen Team Flash. Plötzlich taucht ein Samurai-Roboter auf, welcher mit dem wahren Flash, anstatt mit Kid Flash, kämpfen will. So müssen sie also versuchen, Barry wiederzuholen. Cisco hat in den 6 Monaten seit Barrys Verschwinden an einem Weg gearbeitet, ihn aus der Speed Force herauszuholen. Dies stößt bei Iris wider Erwarten auf Unverständnis und Cisco bittet Caitlin, die mittlerweile Killer Frost einigermaßen kontrollieren kann und in einer Bar arbeitet, ihm zu helfen. Ein Versuch, Barry zurückzuholen geht augenscheinlich schief, allerdings öffnet sich kurz darauf mitten in der Stadt ein Portal zur Speed Force, aus dem Barry unbekleidet herausspringt. Team Flash macht ihn ausfindig, jedoch scheint er nicht ganz bei Verstand zu sein und erzählt merkwürdige Dinge. Sie sperren ihn daraufhin in einer Zelle im Teilchenbeschleuniger ein. Iris lässt sich von dem sogenannten „Samuroid“ entführen, in der vagen Hoffnung, Barry würde zur Besinnung kommen und sie retten. Zu ihrem Glück geht der Plan auf. Er holt sich den von Cisco erschaffenen neuen Anzug und besiegt den Samuroid. Am Ende der Staffelpremiere wird dem Zuschauer vermittelt, dass der „Thinker“ und seine Komplizin den Roboter gebaut haben, um Flash zurückzuholen.

### Staffel 5
Nora verrät Barry und Iris, dass sie deren Tochter aus der Zukunft ist. Während Barry sich bemüht, Nora wieder in ihre eigene Dimension zurückzuschicken, möchte Iris eine intensivere Beziehung zu ihrer Tochter aufbauen. Nachdem Nora Barry jedoch mitteilt, er würde innerhalb weniger Jahre auf mysteriöse Weise verschwinden und somit nur begrenzt Zeit mit seiner Tochter verbringen können, beschließt auch er, die ihm zur Verfügung stehende Zeit mit ihr bestmöglich zu nutzen.
Ein neuer Feind namens Cicada mit insektenartigen Kräften taucht in der Stadt auf und sucht nach einem gefährlichen Metawesen, welches High-Tech-Waffen stiehlt. Während Barry und sein Team versuchen, das Metawesen unschädlich zu machen, hegt Cicada hingegen dunkle Absichten. Mittels eines von Nora entwickelten Plans soll Cicada schließlich aufgehalten werden. Während der Umsetzung gerät jedoch ein Mitglied des Flash-Teams in Gefahr.
Durch weitere preisgegebene Informationen Noras über die zukünftige Entwicklung von Iris und Barry bricht Iris mental zusammen. Um sie wieder aufzubauen, bittet Barry sie, seinem Team bei der Verfolgung des Metawesens Rag Doll zu helfen.
In der 100. Episode werden weitere Pläne geschmiedet. Um Cicada aufzuhalten, möchten Barry und Nora eine Zeitreise vornehmen und wichtige Hinweise sammeln. Barry zögert allerdings und sorgt sich darum, welche Situationen seine Tochter in der Vergangenheit zu sehen bekommen könnte. Auch Caitlin beteiligt sich an weiteren Plänen, Cicada aufzuhalten und bringt das gesamte Team einen ganzen Schritt näher an dieses Ziel.

## Produktion

### Entstehungsgeschichte
Im Juli 2013 wurden Greg Berlanti und Andrew Kreisberg damit beauftragt, eine Serie um den Superhelden The Flash, den schnellsten Mann der Welt, zu entwickeln. Ursprünglich sollte die Figur Barry Allen im Laufe der zweiten Staffel von Arrow als wiederkehrender Gastdarsteller eingeführt werden und im späteren Verlauf der Staffel in einem geplanten Backdoor-Pilot auftreten. Er hatte deshalb in den Folgen 8 und 9 der zweiten Staffel von Arrow seinen ersten Auftritt. Diese Pläne wurden später verworfen, um eine Pilotfolge für eine eigenständige Serie zu produzieren.
Die Dreharbeiten zur Pilotfolge fanden im März 2014 in Vancouver, Kanada, statt. Am 8. Mai 2014 gab der Sender The CW die Serie in Auftrag. Noch vor Ausstrahlung der ersten Folge gab der Sender weitere Drehbücher in Auftrag. Am 21. Oktober 2014 bestellte der Sender eine volle Staffel mit insgesamt 23 Episoden.
Im Januar 2015 wurde die Serie um eine zweite Staffel verlängert. Im März 2016 erfolgte die Verlängerung für eine dritte Staffel und im Januar 2017 die Verlängerung für die vierte Staffel.

### Crossover
Schon früh gaben die Produzenten bekannt, dass es zwischen The Flash und Arrow Crossovers geben wird. So ist beispielsweise Stephen Amell als Arrow in der Pilotfolge von The Flash zu sehen. Es gab bisher drei Crossovers, die in der ersten Staffel von The Flash (Folgen 1, 8, 18 und 22) bzw. der dritten Staffel von Arrow (Folgen 1, 8, 19 und 23) stattfanden. Zwei weitere Crossovers folgten in der vierten Staffel von Arrow und in der zweiten Staffel von The Flash. Die beiden Crossovers waren der Beginn der neuen DC Serie, Legends of Tomorrow. In Staffel fünf von Arrow, drei von The Flash, zwei von Legends of Tomorrow und zwei von Supergirl folgte das dritte Crossover, welches das erste war, das alle vier CW-Shows beinhaltete und das für jeweils eine Episode jede Serie miteinander vereinte. Das Crossover findet in den ersten Jahren in der achten bzw. neunten Folge der jeweiligen Staffel statt.

### Casting
Die Hauptrolle des Barry Allen erhielt im September 2013 Grant Gustin. Im Februar 2014 stießen Candice Patton und Carlos Valdes zur Serie hinzu. Im weiteren Verlauf des Monats wurden die Verpflichtungen von Tom Cavanagh, Rick Cosnett und Danielle Panabaker bekannt.
Mitte Februar 2014 wurde John Wesley Shipp, der Hauptdarsteller der 1990 auf CBS ausgestrahlten Fernsehserie Flash – Der Rote Blitz, für die Nebenrolle von Barry Allens Vater verpflichtet. Weitere Nebenrollen gingen an Robbie Amell, Wentworth Miller, Dominic Purcell und Greg Finley. Amanda Pays, die genauso wie Shipp in der Originalserie mitspielte, verkörpert erneut die Rolle der Dr. Tina McGee. Mark Hamill, der ebenfalls in der Originalserie mitspielte, übernimmt erneut die Rolle des Tricksters. In der vierten Staffel soll die Figur Ralph Dibny/Elongated Man von Hartley Sawyer verkörpert werden.

## Besetzung und Synchronisation
Die deutschsprachige Synchronfassung entsteht im Auftrag von ProSiebenSat.1 Media durch die Synchronfirma Cinephon Filmproduktions in Berlin. Die Dialogbücher schrieben Patrick Baehr, Dirk Hartung und Karim El Kammouchi. Die Dialogregie führten Pierre Peters-Arnolds, Michael Ernst, Dirk Hartung und Karim El Kammouchi.

### Hauptbesetzung

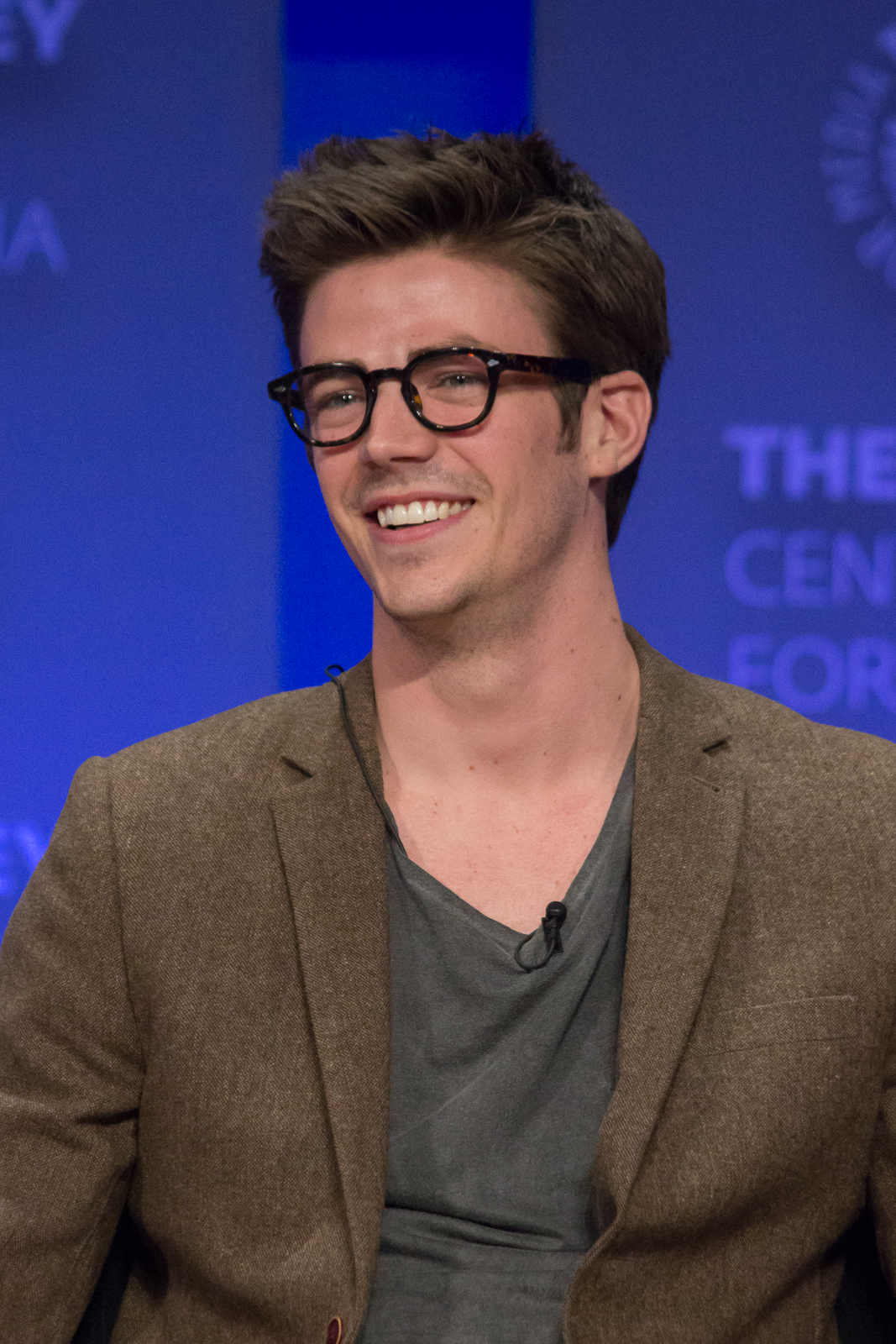
Grant Gustin spielt Barry Allen / The Flash / Savitar
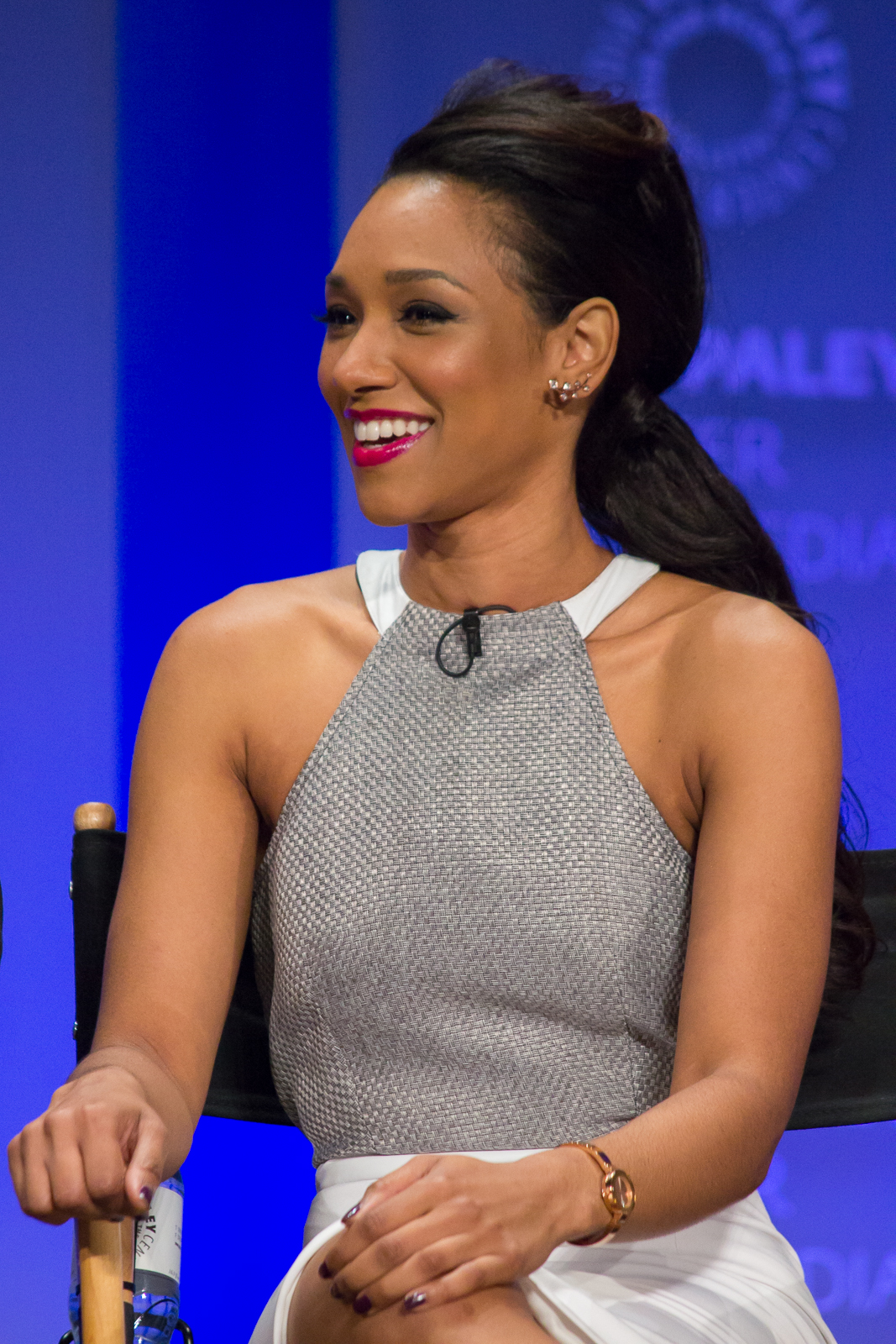
Candice Patton spielt Iris West-Allen / The Flash
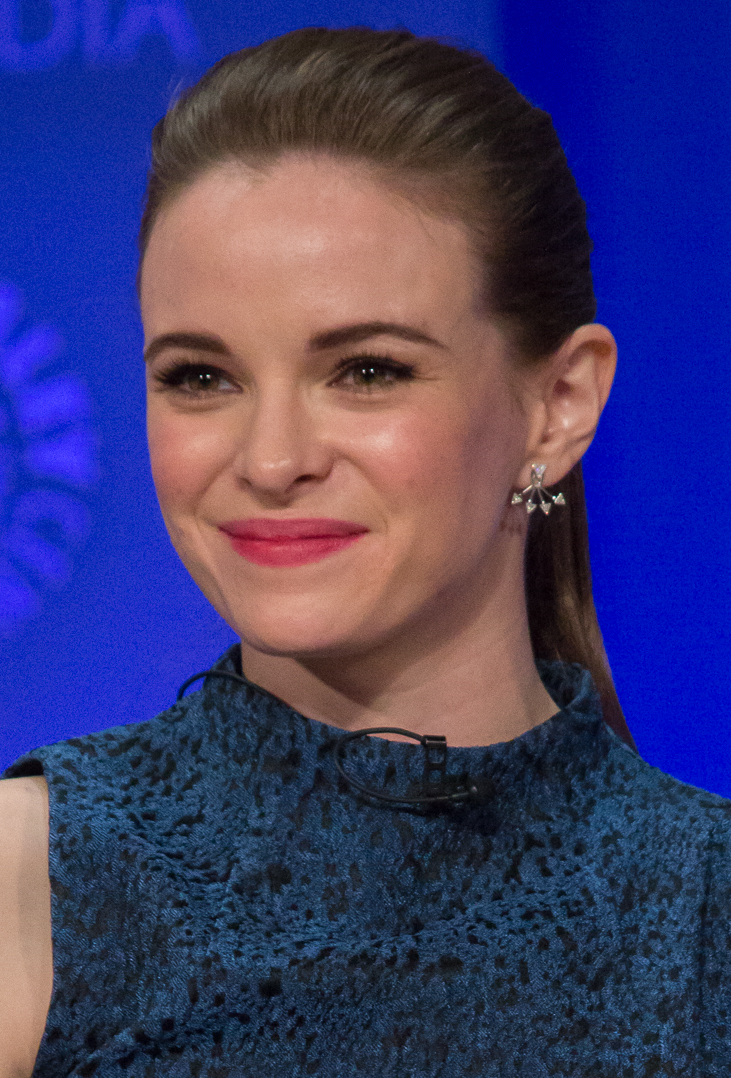
Danielle Panabaker spielt Dr. Caitlin Snow / Killer Frost / Frost
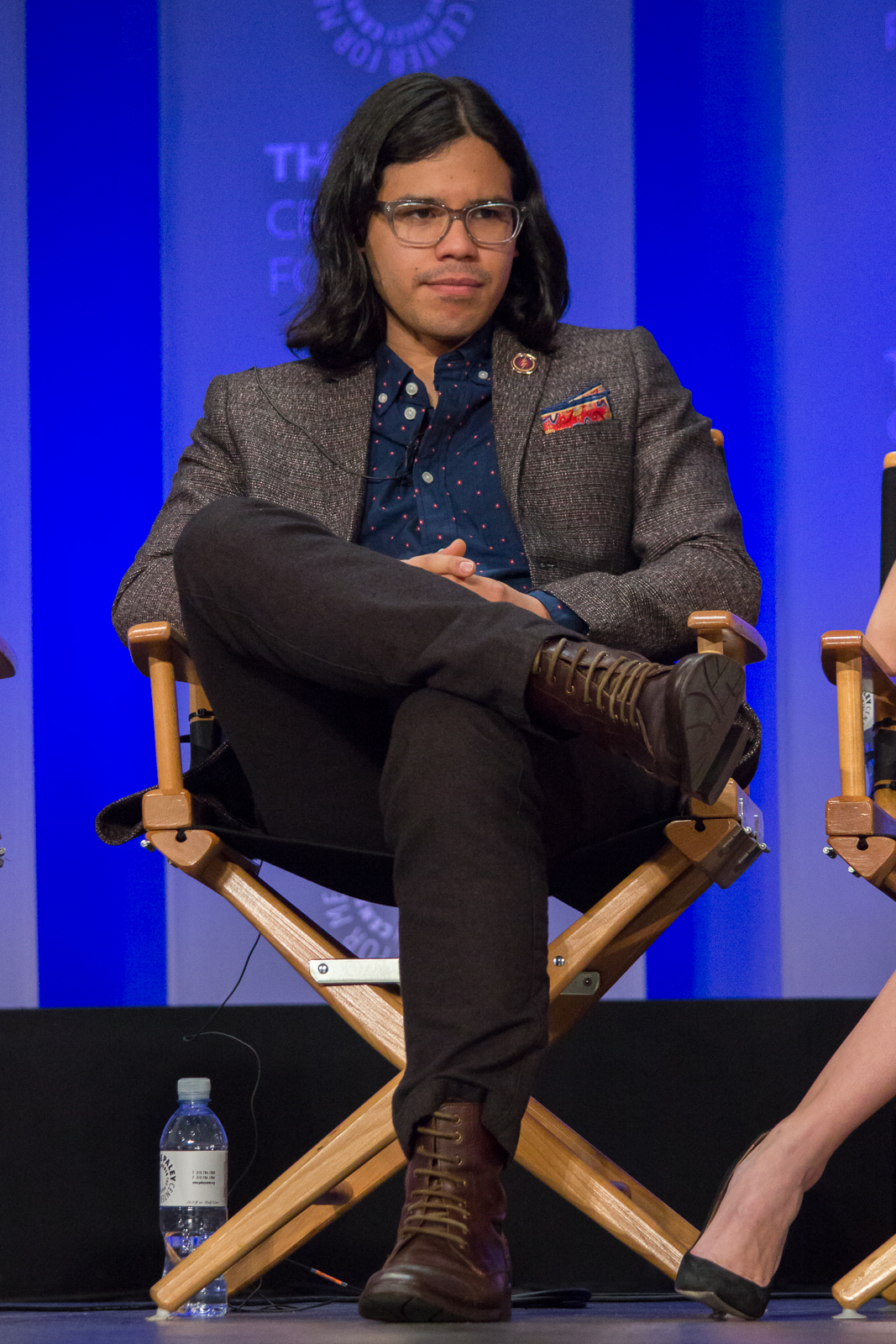
Carlos Valdes spielte Cisco Ramon / Vibe / Reverb / Echo / Mecha-Vibe
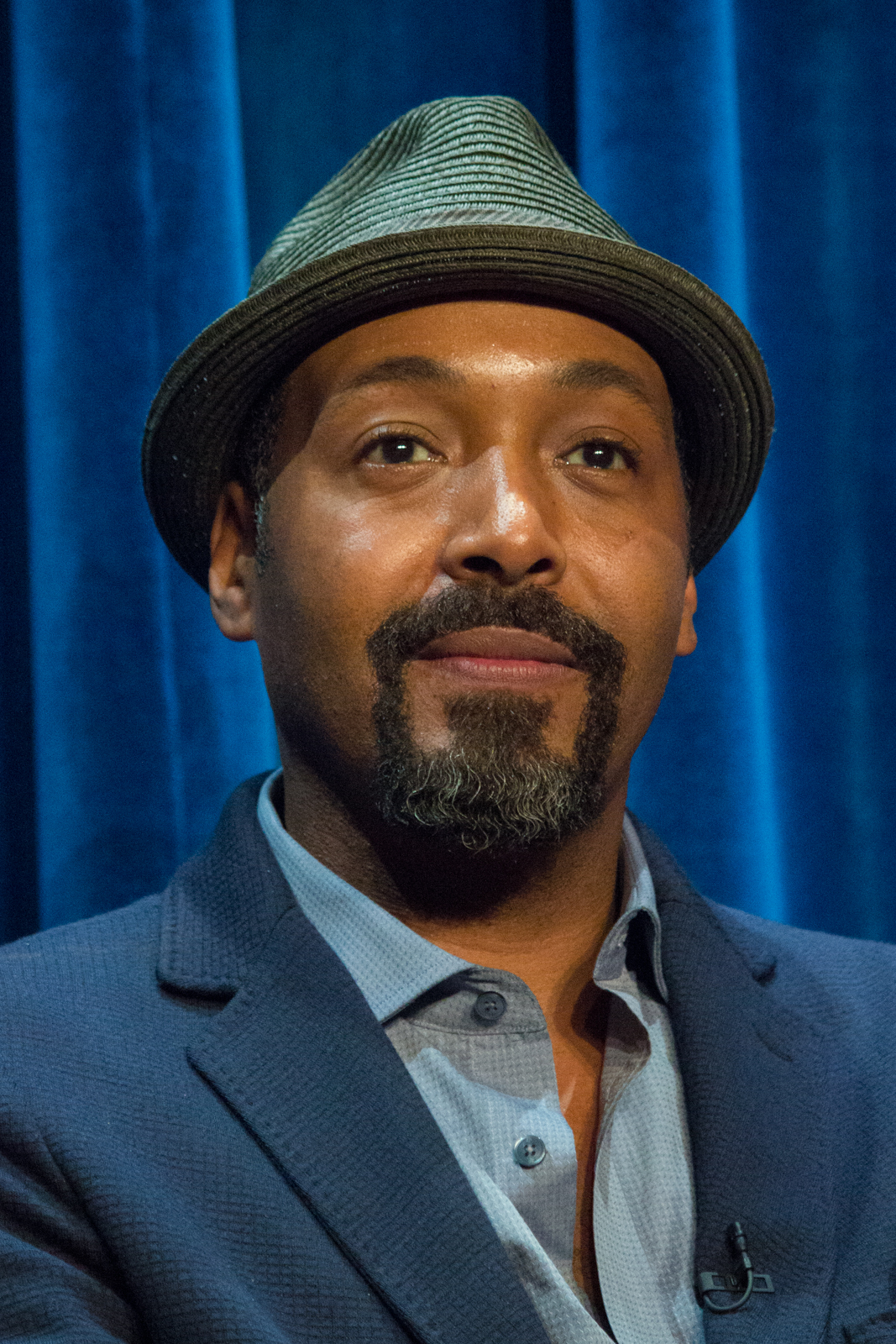
Jesse L. Martin spielt Joe West
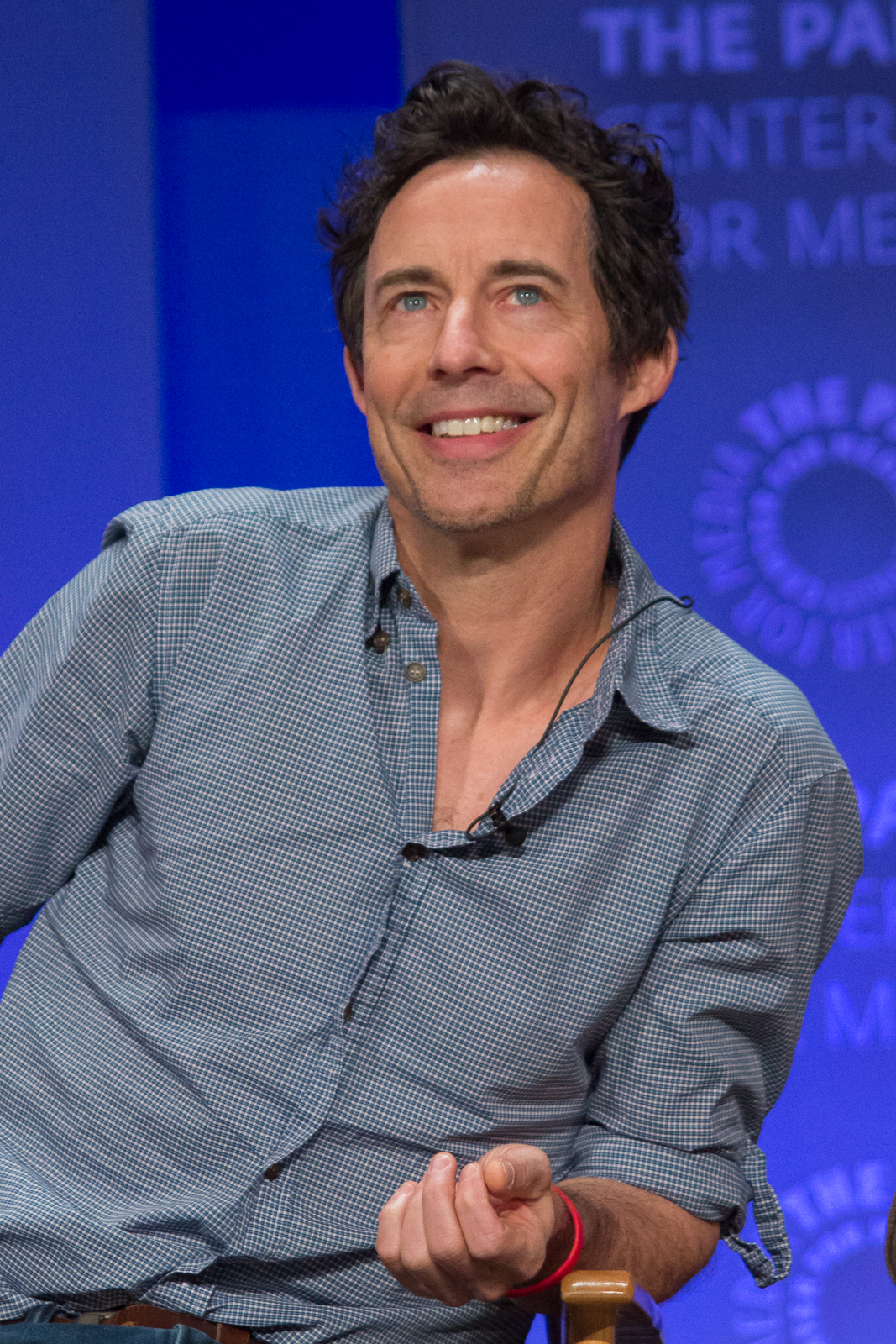
Tom Cavanagh spielte Eobard Thawne / Dr. Harrison Wells / Reverse Flash / Harry Wells / H.R. Wells / Sherloque Wells / Nash Wells

| Rollenname                                                                              | Schauspieler/in        | Hauptrolle                            | Nebenrolle | Synchronsprecher/in                    |
| --------------------------------------------------------------------------------------- | ---------------------- | ------------------------------------- | --- | -------------------------------------- |
| Bartholomew Henry „Barry“ Allen / The Flash                                             | Grant Gustin           | 1.01–9.13                             | | Julius Jellinek                        |
| Iris Anne West-Allen, geb. West                                                         | Candice Patton         | 1.01–9.13                             | | Yvonne Greitzke                        |
| Dr. Caitlin Snow / Killer Frost / Frost / Hell Frost / Khione                           | Danielle Panabaker     | 1.01–9.13                             | | Gabrielle Pietermann Marieke Oeffinger |
| ehem. Captain (ehem. Detective) Joseph „Joe“ West                                       | Jesse L. Martin        | 1.01–8.20                             | 9.01–9.02, 9.04–9.05, 9.10, 9.13                                                                                | Wolfgang Wagner                        |
| Francisco „Cisco“ Ramon / Vibe / Mecha-Vibe / Reverb (Erde 2) / Echo (Erde 19)          | Carlos Valdes          | 1.01–7.12, 7.17–7.18                  | | Karim El Kammouchi                     |
| Eobard Thawne / Dr. Harrison Wells / Reverse-Flash / The Flash / Negative Reverse-Flash | Tom Cavanagh           | 1.01–2.01                             | 2.17, 4.07–4.08, 5.08, 5.10, 5.12–5.14, 5.16–5.19, 5.21–5.22, 6.07, 6.13–6.15, 7.18, 8.03–8.05, 8.17–8.20, 9.13 | Uwe Büschken                           |
| Dr. Harrison Wells (Erde 1)                                                             | Tom Cavanagh           | 1.17, 7.02–7.03                       | 7.09, 9.13 | Uwe Büschken                           |
| Dr. Harrison „Harry“ Wells (Erde 2)                                                     | Tom Cavanagh           | 2.02–4.23                             | 5.08, 6.11–6.12, 6.15, 6.19, 7.01                                                                               | Uwe Büschken                           |
| Harrison „H.R.“ Wells (Erde 19)                                                         | Tom Cavanagh           | 3.04–3.23                             | 7.01 | Uwe Büschken                           |
| Harrison Sherloque Wells (Erde 221)                                                     | Tom Cavanagh           | 5.03–5.22                             | 6.13, 7.01 | Uwe Büschken                           |
| Harrison „Nash“ Wells / Pariah                                                          | Tom Cavanagh           | 6.03–7.01                             | | Uwe Büschken                           |
| Eddie Thawne / Malcolm Gilmore / Cobalt Blue                                            | Rick Cosnett           | 1.01–2.01                             | 2.17, 8.06, 9.10–9.13                                                                                           | Michael Deffert Marius Clarén          |
| Speed Force                                                                             | Rick Cosnett           |                                       | 3.16 | Michael Deffert Marius Clarén          |
| Deathstorm                                                                              | Rick Cosnett           |                                       | 8.12–8.13 | Michael Deffert Marius Clarén          |
| Wallace „Wally“ West / Kid Flash                                                        | Keiynan Lonsdale       | 2.09–4.03                             | 4.07, 4.23–5.01, 6.14, 9.09                                                                                     | Amadeus Strobl                         |
| Clifford DeVoe / Thinker                                                                | Neil Sandilands        | 4.01–4.09, 4.13, 4.18–4.20, 4.22–4.23 | 5.08 | Oliver Siebeck                         |
| Clifford DeVoe / Thinker                                                                | Kendrick Sampson       |                                       | 4.09–4.10, 4.13                                                                                                 | Fabian Oscar Wien                      |
| Clifford DeVoe / Thinker                                                                | Sugar Lyn Beard        |                                       | 4.13–4.14 | Sarah Tkotsch                          |
| Clifford DeVoe / Thinker                                                                | Miranda MacDougall     |                                       | 4.14, 4.17–4.18                                                                                                 | Sarah Riedel                           |
| Clifford DeVoe / Thinker                                                                | Arturo del Puerto      |                                       | 4.18 | Tommy Morgenstern                      |
| Clifford DeVoe / Thinker                                                                | Hartley Sawyer         |                                       | 4.18 | Sebastian Schulz                       |
| Clifford DeVoe / Thinker                                                                | David Ramsey           |                                       | 4.22 | Ole Pfennig                            |
| Cecile Horton                                                                           | Danielle Nicolet       | 5.01–9.13                             | 1.19, 1.22, 3.04, 3.06, 3.09, 3.11–3.12, 3.18, 3.20–3.21, 4.01, 4.03, 4.05, 4.10, 4.12–4.14, 4.20, 4.22–4.23    | Uschi Hugo                             |
| Ralph Dibny / Elongated Man                                                             | Hartley Sawyer         | 5.01–6.19                             | 4.04–4.06, 4.09–4.14, 4.16–4.18, 4.23                                                                           | Sebastian Schulz                       |
| Nora West-Allen / XS                                                                    | Jessica Parker Kennedy | 5.01–5.22                             | 4.11, 4.15, 4.20, 4.23 7.15–7.18, 8.06, 8.15, 8.19–8.20, 9.12–9.13                                              | Alice Bauer                            |
| Orlin Dwyer / Cicada                                                                    | Chris Klein            | 5.01–5.22                             | | Marius Clarén                          |
| Mar Novu / The Monitor                                                                  | LaMonica Garrett       | 6.01–6.09                             | 5.08–5.09 | Ralf David                             |
| Dr. Eva McCulloch / Mirror Mistress / Mirror Monarch                                    | Efrat Dor              | 6.12–7.03                             | | Antje von der Ahe                      |
| Chester P. Runk                                                                         | Brandon McKnight       | 7.01–9.13                             | 6.01, 6.06, 6.13                                                                                                | Jannik Endemann                        |
| Allegra Garcia                                                                          | Kayla Compton          | 7.01–9.13                             | 6.02–6.03, 6.06–6.08, 6.10–6.11, 6.13, 6.16, 6.18–6.19                                                          | Maria Hönig                            |
| Maya (Erde 719)                                                                         | Kayla Compton          |                                       | 6.15 | Maria Hönig                            |
| Maya (Erde 719)                                                                         | Briana Tedesco         |                                       | 6.15 | Emilia Raschewski                      |
| Mark Blaine / Chillblaine                                                               | Jon Cor                | 9.01–9.13                             | 7.07, 7.11, 7.14–7.15, 8.04, 8.07, 8.13–8.15, 8.18–8.20                                                         | Jeremias Koschorz                      |

1. ↑  ab Staffel 6
2. ↑  In Staffel 1–3
3. ↑  In Staffel 8 und 9

### Nebenbesetzung
| Rollenname                                                                  | Schauspieler/in                                           | Nebenrolle | Synchronsprecher/in                    |
| --------------------------------------------------------------------------- | --------------------------------------------------------- | --- | -------------------------------------- |
| Nora Allen                                                                  | Michelle Harrison                                         | 1.01, 1.09, 1.13, 1.17, 1.23, 2.13 (Stimme), 2.23–3.01, 3.17, 5.08, 9.10 | Sonja Tièschky                         |
| Speed Force (Menschliche Form) / Nora                                       | Michelle Harrison                                         | 2.21, 3.23, 6.07, 6.14, 7.05–7.11, 7.18, 8.20, 9.11–9.12 | Sonja Tièschky                         |
| Joan Williams (ehem. Erde 3)                                                | Michelle Harrison                                         | 6.02, 7.17–7.18, 8.19–8.20, 9.13 | Sonja Tièschky                         |
| Deathstorm                                                                  | Michelle Harrison                                         | 8.13 |                                        |
| Dr. Henry Allen                                                             | John Wesley Shipp                                         | 1.01–1.03, 1.09, 1.12, 1.17, 1.23–2.01, 2.07, 2.13, 2.20–3.01, 5.08, 9.10 | Pierre Peters-Arnolds                  |
| Dr. Jay Garrick / The Flash (ehem. Erde 3)                                  | John Wesley Shipp                                         | 2.23, 3.02, 3.09, 3.16, 3.23, 4.15, 6.02, 7.17–7.18, 8.06, 8.20, 9.13 | Pierre Peters-Arnolds                  |
| Barry Allen / The Flash (Erde 90)                                           | John Wesley Shipp                                         | 5.08–5.09, 6.09 | Pierre Peters-Arnolds                  |
| Barry Allen (jung)                                                          | Logan Williams                                            | 1.01–1.02, 1.06, 1.09, 1.13, 1.17, 1.23–2.01 | Luca Dombrowski                        |
| ehem. Captain David Singh                                                   | Patrick Sabongui                                          | 1.01–1.08, 1.10, 1.15–1.17, 1.19–1.21, 1.23–2.01, 2.06, 2.09–2.10, 2.13, 2.20, 2.22, 3.05, 4.02, 4.07, 4.09–4.10, 4.14, 4.23–5.02, 5.11–5.12, 5.21–5.22, 6.15–6.17, 6.19, 7.02–7.03, 8.16, 9.09–9.10, 9.13 | Gerrit Hamann                          |
| Ronnie Raymond / Firestorm / Deathstorm (Earth Prime) / Deathstorm (Erde 2) | Robbie Amell                                              | 1.03, 1.08–1.09, 1.13–1.14, 1.22–2.01, 2.13, 8.11–8.13 | Ricardo Richter                        |
| Speed Force                                                                 | Robbie Amell                                              | 3.16 |                                        |
| Leonard Snart / Captain Cold                                                | Wentworth Miller                                          | 1.04, 1.10, 1.16, 1.22–2.01, 2.03, 2.09, 3.04, 3.16, 3.22, 6.09 (Stimme) | Gerrit Schmidt-Foß                     |
| Leonard „Leo“ Snart / Citizen Cold (Erde-X)                                 | Wentworth Miller                                          | 4.08, 4.19 | Gerrit Schmidt-Foß                     |
| Mick Rory / Heat Wave                                                       | Dominic Purcell                                           | 1.04, 1.10, 1.16, 2.01, 3.08 | Viktor Neumann                         |
| General Wade Eiling                                                         | Clancy Brown                                              | 1.05, 1.13–1.14, 1.21 | Reiner Schöne                          |
| Tony Woodward / Girder                                                      | Greg Finley                                               | 1.06–1.07, 2.21 | Robin Kahnmeyer                        |
| Gideon                                                                      | Stimme: Morena Baccarin                                   | 1.07, 1.11, 1.13, 1.16–1.17, 1.20, 2.10–2.11, 4.17–4.19, 4.22, 5.08, 5.10, 5.12, 5.17–5.20, 6.02, 6.13–6.14, 7.01–7.02, 7.15–7.16, 8.02, 8.13, 8.15–8.16, 9.10–9.12                                        | Melanie Hinze                          |
| Dr. Christina „Tina“ McGee                                                  | Amanda Pays                                               | 1.09, 1.18, 2.04, 2.11, 2.22 | Christina Hoeltel                      |
| Hartley Rathaway / Pied Piper                                               | Andy Mientus                                              | 1.11–1.12, 2.17, 6.13, 6.18, 9.02–9.05 | Patrick Baehr                          |
| Mason Bridge                                                                | Roger Howarth                                             | 1.11, 1.14–1.16 | Robin Brosch                           |
| Dr. Martin Stein / Firestorm                                                | Victor Garber                                             | 1.12–1.14, 1.23–2.04, 3.08, 3.17, 4.08, 9.10 (Stimme) | Reinhard Kuhnert                       |
| Linda Park / Dr. Light (Erde 2)                                             | Malese Jow                                                | 1.12–1.13, 1.15–1.16, 2.03, 2.05–2.06 | Anne Helm                              |
| Shawna Baez / Peek-a-Boo                                                    | Britne Oldford                                            | 1.12, 1.22, 4.01, 5.11 | Nicole Hannak                          |
| Clarissa Stein                                                              | Isabella Hofmann                                          | 1.13–1.14, 2.01 | Isabella Grothe                        |
| Grodd                                                                       | Stimme: David Sobolov                                     | 1.14, 1.21, 2.07, 3.13–3.14, 5.08, 5.15, 6.13, 9.05 | Tilo Schmitz                           |
| Mark Mardon / Weather Wizard                                                | Liam McIntyre                                             | 1.15–1.16, 1.22, 2.09, 5.07–5.08 | Tobias Kluckert                        |
| Lisa Snart / Golden Glider                                                  | Peyton List                                               | 1.16, 1.22, 2.03 | Lara Trautmann                         |
| James Jesse / The Trickster                                                 | Mark Hamill                                               | 1.17, 2.09, 3.09 | Hans-Georg Panczak                     |
| Eobard Thawne / Reverse-Flash                                               | Matt Letscher                                             | 1.17, 1.23, 2.10–2.11, 3.01, 7.02, 8.18–8.19, 9.10 | Sven Gerhardt                          |
| Anthony Bellows                                                             | Vito D'Ambrosio                                           | 1.17, 2.01, 4.04, 4.12 | Frank Kirschgens Klaus Lochthove       |
| Kendra Saunders / Hawkgirl                                                  | Ciara Renée                                               | 1.23, 2.05, 2.07–2.08 | Julia Kaufmann                         |
| Jay Garrick / Hunter Zolomon / Flash / Zoom (Erde 2)                        | Teddy Sears                                               | 2.01–2.03, 2.05, 2.08–2.11, 2.13–2.16, 2.18–2.23, 5.08, 9.13 | Jaron Löwenberg                        |
| Jay Garrick / Hunter Zolomon / Flash / Zoom (Erde 2)                        | Zooms Stimme: Tony Todd                                   | 2.01–2.03, 2.05, 2.08–2.11, 2.13–2.16, 2.18–2.23, 5.08, 9.13 | Ingo Albrecht Jaron Löwenberg          |
| Detective Patty Spivot                                                      | Shantel VanSanten                                         | 2.02–2.11 | Marieke Oeffinger                      |
| Francine West                                                               | Vanessa Estelle Williams                                  | 2.02–2.04, 2.11, 3.15, 9.09 | Peggy Sander                           |
| Jefferson „Jax“ Jackson / Firestorm                                         | Franz Drameh                                              | 2.04, 3.08, 4.08 | Tobias Schmidt                         |
| Henry Hewitt / Tokamak                                                      | Demore Barnes                                             | 2.04, 2.13–2.14 | Simon Derksen                          |
| Jesse Wells / Jesse Quick (Erde 2)                                          | Violett Beane                                             | 2.05–2.06, 2.09, 2.13–2.16, 2.19–2.23, 3.03–3.04, 3.12–3.16, 4.03, 4.15 | Olivia Büschken                        |
| Adam Fells / Geomancer                                                      | Adam Stafford                                             | 2.13–2.14 | Valentin Stilu                         |
| Edward Clariss / Rival                                                      | Todd Lasance                                              | 3.01–3.03 | Adam Nümm                              |
| Julian Albert Desmond / (Dr.) Alchemy                                       | Tom Felton                                                | 3.02–3.03, 3.05–3.07, 3.09–3.13, 3.15–3.16, 3.18–3.21, 3.23 | Tobias Nath                            |
| Julian Albert Desmond / (Dr.) Alchemy                                       | Alchemys Stimme: Tobin Bell                               | 3.02–3.03, 3.05–3.07, 3.09–3.13, 3.15–3.16, 3.18–3.21, 3.23 | Bodo Wolf                              |
| Barry Allen (Zeitrelikt) / Savitar                                          | Grant Gustin (Kostüm: Andre Tricoteux)                    | 3.02, 3.06–3.07, 3.09, 3.14–3.16, 3.19–3.23, 5.08, 9.13 | Julius Jellinek                        |
| Barry Allen (Zeitrelikt) / Savitar                                          | Savitars Stimme: Tobin Bell                               | 3.02, 3.06–3.07, 3.09, 3.14–3.16, 3.19–3.23, 5.08, 9.13 | Bodo Wolf Julius JellinekRüdiger Kluck |
| Sam Scudder / Mirror Master                                                 | Grey Damon                                                | 3.04, 3.19, 7.01 | Nico Sablik                            |
| Rosalind „Rosa“ Dillon / Top                                                | Ashley Rickards                                           | 3.04, 3.19, 7.01, 8.03, 8.19–8.20 | Josephine Schmidt                      |
| Dr. Carla Tannhauser                                                        | Susan Walters                                             | 3.05, 5.03, 5.19, 6.19, 8.10, 8.14 | Andrea Aust                            |
| Cynthia „Cindy“ Reynolds / Gypsy (Erde 19)                                  | Jessica Camacho                                           | 3.10–3.11, 3.13–3.14, 3.18, 3.23, 4.02, 4.04, 4.09, 4.20 | Leonie Dubuc                           |
| Tracy Brand                                                                 | Anne Dudek                                                | 3.20–3.23 | Diana Borgwardt                        |
| Richter Hankerson                                                           | Ken Camroux-Taylor                                        | 3.21, 4.10, 4.13, 5.10, 6.02 | Uwe Karpa                              |
| Marlize DeVoe / The Mechanic                                                | Kim Engelbrecht                                           | 4.01–4.03, 4.06–4.07, 4.09–4.10, 4.13–4.14, 4.17–4.20, 4.22–4.23, 5.08 | Laura Preiss                           |
| Matthew Norvock                                                             | Mark Sweatman                                             | 4.01, 4.05, 4.13, 4.21, 5.11, 6.03, 6.05, 7.08 | Bastian Sierich                        |
| Sharon Finkel                                                               | Donna Pescow                                              | 4.02, 4,07, 4.12, 4.19, 4.22 | Martina Treger                         |
| Warden Gregory Wolfe                                                        | Richard Brooks                                            | 4.02, 4.10–4.13 | Detlef Bierstedt                       |
| Josh / Breacher (Erde 19)                                                   | Danny Trejo                                               | 4.04, 4.17, 6.05 | Oliver Stritzel                        |
| Amunet Black / Blacksmith                                                   | Katee Sackhoff                                            | 4.05, 4.09, 4.12–4.13, 4.21, 6.11 | Katrin Fröhlich Daniela Hoffmann       |
| Neil Borman / Fallout                                                       | Ryan Alexander McDonald                                   | 4.10, 4.19, 4.22 | Daniel Johannes                        |
| Earl Cox                                                                    | Paul McGillion                                            | 4.13, 4.17, 5.13 | Tobias Lelle                           |
| Officer Jones                                                               | Klarc Wilson                                              | 4.15, 5.04, 5.07, 5.09, 5.11–5.12 | Max Felder                             |
| Dr. Vanessa Ambres                                                          | Lossen Chambers                                           | 5.03, 5.05–5.08, 5.11–5.12, 5.16 | Daniela Thuar                          |
| Grace Gibbons / Cicada II                                                   | Islie Hirvonen                                            | 5.03, 5.07–5.08, 5.12, 5.17, 5.19–5.20, 5.22 | Helen Malin Blaschke                   |
| Grace Gibbons / Cicada II                                                   | Sarah Carter                                              | 5.12, 5.16–5.17, 5.19–5.22 | Manja Doering                          |
| Thomas Snow / Icicle                                                        | Kyle Secor                                                | 5.05–5.06, 5.19 | Frank Röth                             |
| Peter Merkel / Rag Doll                                                     | Troy James Stimme: Phil LaMarr                            | 5.05, 5.20, 6.16 | Johann Fohl                            |
| Joslyn „Joss“ Jackam / Weather Witch                                        | Reina Hardesty                                            | 5.07, 5.10, 5.20 | Julia Vieregge                         |
| Kamilla Hwang                                                               | Victoria Park                                             | 5.12, 5.14, 5.17, 5.22–6.02, 6.05–6.08, 6.10, 6.13–6.19, 7.02–7.03, 7.09–7.12 | Ronja Peters                           |
| Keith / Goldface                                                            | Damion Poitier                                            | 5.13, 6.11, 8.07, 9.03–9.05 |                                        |
| Trevor Shinick                                                              | Everick Golding                                           | 5.18–5.19, 5.21–5.22 | Dieter B. Gerlach                      |
| August Heart / Godspeed / Godspeed Klone                                    | Kindall Charters (Kostüm: Ryan Handley / Stimme: BD Wong) | 5.18 | Bernd Egger                            |
| August Heart / Godspeed / Godspeed Klone                                    | Stimme: BD Wong                                           | 6.18, 7.15–7.18 | Felix Würgler                          |
| August Heart / Godspeed / Godspeed Klone                                    | Karan Oberoi                                              | 7.16–7.18, 9.13 | Florian Hoffmann                       |
| Dr. Ramsey Rosso / Bloodwork                                                | Sendhil Ramamurthy                                        | 6.01–6.08, 6.17, 9.09 | Matthias Deutelmoser                   |
| Esperanza Garcia / Ultraviolet                                              | Alexa Barajas                                             | 6.02, 6.06, 6.12, 6.19, 7.14–7.16 | Sonia Ortiz                            |
| Deathstorm                                                                  | Alexa Barajas                                             | 8.12–8.13 |                                        |
| Natalie                                                                     | Tess Atkins                                               | 6.06, 6.10–6.11, 6.14, 7.06 | Millie Forsberg                        |
| Joseph Carver                                                               | Eric Nenninger                                            | 6.10, 6.16, 6.19, 7.01 | Michael Baral                          |
| Dr. Kimiyo Hoshi / Dr. Light                                                | Emmie Nagata                                              | 6.10, 6.19, 8.17 | Greta Galisch de Palma                 |
| Sue Dearbon                                                                 | Natalie Dreyfuss                                          | 6.12, 6.16, 6.19, 7.03, 7.13–7.14, 8.09–8.14 | Rubina Nath                            |
| Millie Rawlins / Sunshine                                                   | Natalie Sharp                                             | 6.15–6.16, 6.19, 7.02, 8.17 | Birte Baumgardt                        |
| Alexa Rivera / Fuerza / Strength Force / Negative Strength Force            | Sara Garcia                                               | 7.04, 7.08–7.11, 8.19–8.20 | Nina Witt                              |
| Bashir Malik / Psych / Sage Force / Negative Sage Force                     | Ennis Esmer                                               | 7.05, 7.09–7.11, 8.19–8.20 | Paul Matzke                            |
| Captain Kristen Kramer                                                      | Carmen Moore                                              | 7.05, 7.07–7.08, 7.10, 7.14–8.02, 8.07, 8.12, 8.14–8.15, 9.01, 9.03, 9.05–9.06, 9.09, 9.13 | Simone Brahmann                        |
| Deon Owens / Still Force / Negative Still Force                             | Christian Magby                                           | 7.06, 7.09–7.11, 7.16, 8.03, 8.09–8.10, 8.12, 8.15, 8.18–8.20 | Sebastian Kluckert                     |
| Bart West-Allen / Impulse                                                   | Jordan Fisher                                             | 7.16–7.18, 8.06, 8.19–8.20 | Julian Tennstedt                       |
| Despero                                                                     | Tony Curran                                               | 8.01–8.05 | Matthias Klie                          |
| Dr. Meena Dhawan / Fast Track                                               | Kausar Mohammed                                           | 8.17–8.20 | Sarah Alles                            |
| Owen Mercer / Captain Boomerang                                             | Richard Harmon                                            | 9.01–9.05 | Max Felder                             |

1. ↑  In Episode 1.17.
2. ↑  In einer Zeitreise-Szene (zurück zu Episode 2.18) in Episode 5.08 und in Episode 9.13
3. ↑  In einer Zeitreise-Szene (zurück zu Episode 3.22) in Episode 5.08
4. ↑  In Episode 9.13
5. ↑  In den Episoden 4.10–4.13
6. ↑  In Episode 6.11
7. ↑  In Staffel 5.

### Gaststars aus dem Arrowverse
| Rollenname                                                                       | Schauspieler/in       | Gastrolle                                                       | Synchronsprecher/in                  |
| -------------------------------------------------------------------------------- | --------------------- | --------------------------------------------------------------- | ------------------------------------ |
| Oliver Jonas „Ollie“ Queen / Arrow / Green Arrow / Dark Arrow (Erde-X) / Spectre | Stephen Amell         | 1.01, 1.08, 1.22, 2.08, 3.08, 4.08, 5.09, 6.09, 9.09            | Johannes Raspe                       |
| Felicity Smoak / Overwatch                                                       | Emily Bett Rickards   | 1.04, 1.08, 1.18, 2.08, 3.02, 3.08, 4.05, 4.08                  | Andrea Wick                          |
| William Tockman / Clock King                                                     | Robert Knepper        | 1.07                                                            | Bernd Vollbrecht                     |
| John „Dig“ Diggle / Spartan / Green Lantern                                      | David Ramsey          | 1.08, 2.08, 2.15, 3.08, 4.22, 5.09, 6.09–6.10, 7.16, 8.18, 9.09 | Ole Pfennig                          |
| Samantha Clayton                                                                 | Anna Hopkins          | 1.08, 2.08                                                      | Esra Vural                           |
| Ray Palmer / The Atom                                                            | Brandon Routh         | 1.18, 3.08, 6.09, 8.01, 8.18                                    | Patrick Schröder                     |
| Clark Kent / Superman (Erde 96)                                                  | Brandon Routh         | 6.09                                                            | Patrick Schröder                     |
| Dinah „Laurel“ Lance / Black Canary                                              | Katie Cassidy         | 1.19                                                            | Stephanie Kellner                    |
| Laurel Lance / Black Siren (Erde 2)                                              | Katie Cassidy         | 2.22                                                            | Stephanie Kellner                    |
| Laurel Lance / Siren-X (Erde-X)                                                  | Katie Cassidy         | 4.19                                                            | Stephanie Kellner                    |
| Captain Quentin Larry Lance                                                      | Paul Blackthorne      | 1.19                                                            | Michael Roll                         |
| Sturmbannführer (Erde-X)                                                         | Paul Blackthorne      | 4.08                                                            | Michael Roll                         |
| Thea Dearden „Speedy“ Queen / Red Arrow                                          | Willa Holland         | 2.08, 3.08                                                      | Farina Brock                         |
| Malcolm Merlyn / Ra’s al Ghul                                                    | John Barrowman        | 2.08, 3.17                                                      | Peter Flechtner                      |
| Damien Darhk                                                                     | Neal McDonough        | 2.08, 8.04–8.05, 8.20                                           | Matti Klemm                          |
| William Clayton                                                                  | Jack Moore            | 2.08                                                            | Oliver Szerkus                       |
| Lyla Michaels / Harbinger                                                        | Audrey Marie Anderson | 2.15, 3.08, 3.22, 5.15, 6.09                                    | Ulla Wagener                         |
| Sara Lance / White Canary                                                        | Caity Lotz            | 3.08, 4.08, 6.09                                                | Tanya Kahana Lydia Morgenstern       |
| Kara Zor-El / Kara Danvers / Supergirl / Overgirl (Erde-X)                       | Melissa Benoist       | 3.08, 3.17, 4.08, 5.09, 6.09                                    | Merete Brettschneider                |
| Lily Stein                                                                       | Christina Brucato     | 3.08                                                            | Anja Nestler                         |
| Eve Teschmacher                                                                  | Andrea Brooks         | 3.11                                                            | Lina Rabea Mohr                      |
| Hank Henshaw / Cyborg Superman / J'onn J'onzz / Martian Manhunter                | David Harewood        | 3.17, 6.09                                                      | Torsten Michaelis                    |
| Winslow „Winn“ Schott, Jr.                                                       | Jeremy Jordan         | 3.17                                                            | René Dawn-Claude                     |
| General Schott (Erde-X)                                                          | Jeremy Jordan         | 4.08                                                            | René Dawn-Claude                     |
| Mon-El                                                                           | Chris Wood            | 3.17                                                            | Wanja Gerick                         |
| Music Meister                                                                    | Darren Criss          | 3.17                                                            | Michael Ernst                        |
| Alex Danvers / Sentinel                                                          | Chyler Leigh          | 4.08, 8.02–8.04                                                 | Marie Bierstedt                      |
| Dinah Drake / Black Canary                                                       | Juliana Harkavy       | 4.08                                                            | Janina Dietz                         |
| Ray Terrill / The Ray                                                            | Russell Tovey         | 4.08                                                            | Michael Baral                        |
| Kal-El / Clark Kent / Superman                                                   | Tyler Hoechlin        | 5.09, 6.09                                                      | Tim Knauer                           |
| Lois Lane                                                                        | Elizabeth Tulloch     | 5.09, 6.09                                                      | Susanne Geier                        |
| Dr. John Deegan                                                                  | Jeremy Davies         | 5.09                                                            | Matthias Deutelmoser                 |
| Jefferson Pierce / Black Lightning                                               | Cress Williams        | 6.09, 8.02–8.03                                                 | Tilo Schmitz                         |
| Dr. Ryan Choi                                                                    | Osric Chau            | 6.09, 8.03–8.04                                                 | Dirk Stollberg                       |
| Mia Smoak / Blackstar / Green Arrow                                              | Katherine McNamara    | 6.09, 8.05                                                      | Lea Kalbhenn                         |
| Helena Kyle / Huntress (Erde 203)                                                | Ashley Scott          | 6.09                                                            |                                      |
| Kate Kane / Batwoman                                                             | Ruby Rose             | 6.09                                                            | Julia Vieregge                       |
| Lex Luthor                                                                       | Jon Cryer             | 6.09                                                            | Viktor Neumann                       |
| John Constantine                                                                 | Matt Ryan             | 6.09                                                            | Stefan Günther                       |
| Lucifer Morningstar (Erde 666)                                                   | Tom Ellis             | 6.09                                                            | Manou Lubowski                       |
| Jim Corrigan / The Spectre                                                       | Stephen Lobo          | 6.09                                                            | Tim Moeseritz                        |
| Ryan Wilder / Batwoman                                                           | Javicia Leslie        | 8.03–8.04, 9.05                                                 | Giovanna Winterfeldt Maria Burghardt |
| Red Death (Erde 1425)                                                            | Javicia Leslie        | 9.03–9.05                                                       | Giovanna Winterfeldt Maria Burghardt |
| Nora Darhk                                                                       | Courtney Ford         | 8.05                                                            | Mareile Moeller                      |
| Nia Nal / Dreamer                                                                | Nicole Maines         | 9.07                                                            | Daniela Molina                       |

1. ↑  In Episode 4.08
2. ↑  ehemals Erde 38, jetzt (nach Crises on Infinite Earths) Earth Prime
3. ↑  ehemals Erde 38, jetzt (nach Crises on Infinite Earths) Earth Prime
4. ↑  ehemals Erde 38, jetzt (nach Crises on Infinite Earths) Earth Prime
5. ↑  ehemals Erde 38, jetzt (nach Crises on Infinite Earths) Earth Prime
6. ↑  ehemals Erde 38, jetzt (nach Crises on Infinite Earths) Earth Prime
7. ↑  ehemals Erde 38, jetzt (nach Crises on Infinite Earths) Earth Prime
8. ↑  ehemals Erde 38, jetzt (nach Crises on Infinite Earths) Earth Prime
9. ↑  ehemals Erde 38, jetzt (nach Crises on Infinite Earths) Earth Prime
10. ↑  ehemals Erde 38, jetzt (nach Crises on Infinite Earths) Earth Prime
11. ↑  In Staffel 8
12. ↑  In Staffel 9

## Ausstrahlung

### Vereinigte Staaten
Die Ausstrahlung der Serie begann am 7. Oktober 2014 auf The CW und wurde von 4,83 Millionen Zuschauern verfolgt, was der erfolgreichste Serienstart einer Serie seit dem Start von Vampire Diaries im Jahr 2009 für den Sender war.

### Deutschland
Die Ausstrahlung der Serie in Deutschland übernahm der Bezahlfernsehsender ProSieben Fun seit dem 29. Januar 2015. Seit dem 10. Februar 2015 ist die Free-TV-Premiere bei ProSieben zu sehen. Die ersten beiden Episoden erreichten bei ProSieben 2,34 Millionen Zuschauer (20,4 Prozent) der werberelevanten Zielgruppe und 3,36 Millionen Zuschauer (10,3 Prozent) des Gesamtpublikums.

## Spin-off:Legends of Tomorrow
Anfang Mai 2015 bestellte der Sender ein weiteres Spin-off mit dem Titel DC’s Legends of Tomorrow, in dem Nebenfiguren der Serien Arrow und The Flash im Mittelpunkt stehen. Die Hauptrollen spielen Wentworth Miller als Leonard Snart (Captain Cold), Brandon Routh als Ray Palmer (The Atom), Dominic Purcell als Mick Rory (Heat Wave), Victor Garber als Dr. Martin Stein (Firestorm), Ciara Renee als Kendra Saunders (Hawkgirl) und Franz Drameh als Jefferson Jackson (Firestorm). Des Weiteren verkörpert Caity Lotz ebenfalls eine Hauptrolle, White Canary. Es gibt sowohl Crossover-Episoden mit The Flash als auch mit Arrow.

## Trivia
- In Folge 17, Die Rückkehr des Tricksters, spielt Mark Hamill die Rolle des Tricksters. In einer Szene sagt er zu seinem jungen Komplizen: „Ich bin dein Vater“, eine humorvolle Anspielung auf eine berühmte Szene aus Das Imperium schlägt zurück, in der Mark Hamill, in der Rolle des Luke Skywalker, ebendiese Worte von Darth Vader zu hören bekommen musste.
- Das Kostüm von Zoom ist nicht, wie in den Comics gelb, sondern schwarz, wie das des Black Flash, zu dem er im zweiten Staffelfinale (2.23) wird.
- Mehrere Prison-Break-Schauspieler sind innerhalb dieses Serienuniversums vertreten: Wentworth Miller (Leonard Snart / Captain Cold) und Dominic Purcell (Mick Rory / Heatwave) waren dort als Hauptdarsteller ebenfalls ein Brüderpaar (Michael Scofield und Lincoln Burrows), wobei Miller in beiden Reihen den etwas clevereren Strategen von beiden darstellt. Beide sind ebenfalls wieder in Legends of Tomorrow zu sehen. Robert Knepper – in Prison Break als Theodore „T-Bag“ Bagwell bekannt – spielt sowohl in The Flash als auch in Arrow seine Rolle als William Tockman / Clock King. Peter Stormare – in Prison Break als John Abruzzi bekannt – tritt in Arrow als Werner Zytle / Count Vertigo auf.[27] Auch der unter seiner Prison-Break-Rolle als Philly Falzone bekannte Al Sapienza hatte sowohl in The Flash als auch in Arrow jeweils einen Gastauftritt. Hier jedoch in zwei völlig unterschiedlichen Rollen (als Edward Rasmus in Arrow und als Detective Fred Chyre in The Flash).
- Die Rolle des Harrison Wells und seiner Tochter Jesse Wells (jeweils die Erde-2 Versionen) werden in der deutschen Synchronisation von Uwe und Olivia Büschken gesprochen, welche ebenfalls in einer Vater-Tochter-Beziehung zueinander stehen.

## Auszeichnung
Die Serie wurde 2015 mit dem Saturn Award für die beste Superheldenserie ausgezeichnet.